# Kinh Cùng
Kinh Cùng là một thị trấn thuộc huyện Phụng Hiệp, tỉnh Hậu Giang, Việt Nam.

## Địa lý
Thị trấn Kinh Cùng nằm ở phía tây huyện Phụng Hiệp, trên trục Quốc lộ 61, cách thành phố Vị Thanh 27 km, có vị trí địa lý:
- Phía đông và phía nam giáp xã Hòa An
- Phía tây giáp huyện Vị Thủy
- Phía bắc giáp xã Tân Bình.

Thị trấn Kinh Cùng có diện tích 12,27 km², dân số năm 2022 là 8.068 người, mật độ dân số đạt 657 người/km².
Địa hình hoàn toàn là đồng bằng với các kênh rạch xung quanh. Diện tích phần lớn là đất nông nghiệp, còn lại là nhà ở, cơ sở hạ tầng,.. Dân cư sống tập trung dọc đường quốc lộ 61 và ven các con kênh.

## Hành chính
Thị trấn Kinh Cùng được chia thành 6 ấp: 6, Hòa Bình, Hòa Long A, Hòa Long B, Hòa Phụng A, Hòa Phụng B.

## Lịch sử
Ngày 4 tháng 8 năm 2000, Chính phủ ban hành Nghị định 28/2000/NĐ-CP về việc thành lập thị trấn Kinh Cùng trên cơ sở điều chỉnh 1.300 ha diện tích tự nhiên và 10.288 nhân khẩu của xã Hoà An.

## Kinh tế - xã hội
Đây là một trong những trung tâm kinh tế của huyện Phụng Hiệp. Đây là đô thị nằm ngay trên vị trí trung tâm của tỉnh Hậu Giang và có nhiều tiềm năng phát triển cùng với trục Quốc lộ 61 nối liền Châu Thành A, Phụng Hiệp, thị xã Long Mỹ. Tuy nhiên hạn chế lớn nhất là vị trí không nằm trên giao điểm các trục kinh tế và mặt bằng quá chật hẹp. Vai trò của thị trấn Kinh Cùng là trung tâm thương mại dịch vụ phát triển gắn với tiểu thủ công nghiệp của huyện, có vai trò là trạm trung chuyển giữa 
Cần Thơ và Vị Thanh.
Các cơ sở giáo dục trên địa bàn thị trấn:
- Trường THPT Lương Thế Vinh
- Trường THCS Kinh Cùng
- Trường Tiểu học thị trấn Kinh Cùng
- Trường Tiểu học Kim Đồng.

## Giao thông
Quốc lộ 61 là trục huyết mạch nối giữa thị trấn và các địa phương lân cận, ngoài ra còn các trục đường Kinh Cùng - Phương Phú, Kinh Cùng – Vị Thủy, đường kênh Tám Ngàn, Kinh Cùng – Phương Bình.